# Spiderwebs
«Spiderwebs» es una canción de la banda estadounidense No Doubt de su tercer álbum de estudio, Tragic Kingdom (1995), escrita por Gwen Stefani y Tony Kanal. Fue lanzada como segundo sencillo del álbum en noviembre de 1996.
En Estados Unidos llegó al puesto 5 de la lista Billboard Alternative Songs, en la lista Mainstream Top 40 alcanzó el número 11 y en la lista Radio Songs, una de las principales listas de componentes del Billboard Hot 100, la canción se clasificó en el número 18.
"Spiderwebs" alcanzó el número 11 en la lista RPM Top Singles de Canadá, el número 16 en Reino Unido, el 21 en Australia y el 30 en Nueva Zelanda. 

## Canciones
Sencillo Australia
1. «Spiderwebs» – 4:28
2. «Spiderwebs» (live) – 4:05
3. «Sailin' On» – 3:37
4. «Just A Girl» (video)

Sencillo Reino Unido 1
1. «Spiderwebs» – 4:28
2. «The Climb» (live) 7:56
3. «Doghouse» – 4:30
4. «Spiderwebs» (video) – 4:08

Sencillo Reino Unido 2
1. «Spiderwebs» – 4:28
2. «D.J.'s» (live) – 4:06
3. «Let's Get Back» – 4:14
4. «Excuse Me Mr.» (video) – 3:37

## Posicionamiento en listas
| Listas (1996)                        | Máxima posición |
| ------------------------------------ | --------------- |
| Australia (ARIA)                     | 46              |
| Canadá (RPM Top Singles)             | 11              |
| Estados Unidos (Alternative Airplay) | 5               |
| Estados Unidos (Mainstream Top 40)   | 11              |
| Estados Unidos (Adult Top 40)        | 29              |
| Estados Unidos (Radio Songs)         | 18              |
| Nueva Zelanda (Recorded Music NZ)    | 30              |
| Países Bajos (Mega Single Top 100)   | 85              |
| Reino Unido (UK Singles Chart)       | 16              |
| Suecia (Sverigetopplistan)           | 23              |

## Certificaciones
| País           | Organismo certificador | Certificación | Unidades certificadas / Ventas |
| -------------- | ---------------------- | ------------- | ------------------------------ |
| Estados Unidos | RIAA                   | Platino       | 1 000                          |